# 14 cm Minenwerfer M. 15
A 14 cm Minenwerfer M. 15 egy közepes aknavető volt, melyet az Osztrák–Magyar Monarchia használt az első világháború alatt. A fegyvert a Škoda Művek fejlesztette ki egy német tervezésű aknavető alternatívájaként, mivel ahhoz a lőszert nem tudták gyártani. Az aknavető merev hátrasiklású, huzagolt csövű, elöltöltős fegyver, melynél az oldalirányzáshoz a fegyvert kellett mozgatni. Szállítás közben egy kétkerekű taligára helyezték.
Az M. 16 változatnál a lövegcsövet középen ellátták egy gyűrűvel, a talplemez oldalain pedig nyílásokat vágtak. A cső huzagolását fejlesztették, így a pontosság nagyban megnőtt. Tömege 20 kilogrammal növekedett, de maximális lőtávolsága elérte az 1080 métert. Szállítótaligáját is fejlesztették.
Az első 100 darab aknavetőt 1915 májusában rendelték, a második rendelésre 1916 tavaszán került sor, de a szállítás lassú volt; 1916 májusáig a második szállítmányból mindössze 88 darab érkezett a frontra. 1916 novemberében érkezett egy harmadik megrendelés 300 darab aknavetőről, de 1917 tavaszáig csak 30 darabot tudtak leszállítani.

## Fordítás
Ez a szócikk részben vagy egészben  a(z)   14 cm Minenwerfer M 15 című angol Wikipédia-szócikk ezen változatának fordításán alapul.  Az eredeti cikk szerkesztőit annak laptörténete sorolja fel. Ez a jelzés csupán a megfogalmazás eredetét és a szerzői jogokat jelzi, nem szolgál a cikkben szereplő információk forrásmegjelöléseként.